# John Heron-Maxwell, 4. Baronet
Sir John Shaw Heron-Maxwell, 4. Baronet (* 29. Juni 1772; † 29. Januar 1830), war ein britischer Adliger, Politiker und Militär.
Er war der Sohn des Sir William Maxwell, 3. Baronet, aus dessen Ehe mit Margaret Stewart, Tochter des Sir Michael Stewart, 3. Baronet.
Er trat 1788 als Ensign des 68th Regiment of Foot in die British Army ein. 1791 wurde er Lieutenant des 7th Regiment of Foot und 1794 Captain des 23rd Regiment of Light Dragoons. Bei letzterer Einheit wurde er 1795 Major und 1797 Brevet-Lieutenant-Colonel. 1802 bis 1814 stand er unter Halbsold. 1805 wurde er zum Colonel der 23rd Light Dragoons, 1811 zum Major-General und 1819 zum Lieutenant-General befördert.
Am 4. Januar 1802 heiratete er Mary Heron, Tochter und Erbin des Unterhausabgeordneten Patrick Heron of Heron. Als sein Schwiegervater 1803 starb, ergänzte er als dessen Generalerbe seinen Familiennamen zu Heron-Maxwell und erbte dessen Ländereien einschließlich Kirroughtree House bei Newton Stewart. Mit seiner Gattin hatte er zwölf Kinder:
- Elizabeth Heron-Maxwell († 1821), ⚭ Sir James Dalrymple-Hay, 2. Baronet
- Margaret Stewart Heron-Maxwell († 1882)
- Jane Stuart Heron-Maxwell († 1886), ⚭ John Shaw Shaw-Stewart
- Mary Heron-Maxwell († 1876), ⚭ Sir James Dalrymple-Horn-Elphinstone, 2. Baronet
- Helenora Catherine Heron-Maxwell († 1889), ⚭ Hew Drummond Elphinstone-Dalrymple
- William Heron-Maxwell (1803–1810)
- Sir Patrick Heron-Maxwell, 5. Baronet (1805–1844)
- Sir John Heron-Maxwell, 6. Baronet (1808–1885), ⚭ Caroline Stewart
- Rev. Michael Maxwell-Heron (1809–1873), ⚭ Charlotte Frances Burgoyne
- Charles Douglas Heron-Maxwell (1813–1824)
- Robert Heron Heron-Maxwell (1815–1828)
- Edward Heron-Maxwell-Blair, of Teviot Bank (1821–1890), ⚭ Elizabeth Ellen Stopford-Blair

Beim Tod seines Vaters am 4. März 1804 erbte er den Titel Baronet, of Springkell in the County of Dumfries, sowie dessen Ländereien einschließlich des Familiensitzes Springkell House in Dumfriesshire, den er um 1818 erheblich ausbauen ließ.
Dank der Protektion seines Freundes Charles Montagu-Scott, Lord Dalkeith gelang es ihm, sich bei den Unterhauswahlen 1807 als Abgeordneter für den Wahlbezirk Dumfries Burghs ins House of Commons wählen zu lassen. Bei der nächsten Wahl 1812 wurde er nicht wiedergewählt.